# El triángulo del lago
El triángulo del lago es una película boliviana de ciencia - ficción dirigida por Mauricio Calderón, estrenada en 1999 y protagonizada por David Mondaca, Nicolás Bauer, Jorge Ortiz Sánchez y Ximena Galarza. La película trata sobre los misterios del Lago Titicaca comparables a los del Triángulo de las Bermudas. 

## Sinopsis
Tras la misteriosa desaparición de su esposa Cecilia en el Triángulo de las Bermudas, Daniel empieza a experimentar fenómenos paranormales en su casa y supone que estos son causados por el espíritu de su esposa muerta. Buscando una explicación ante esta situación, Daniel encuentra la ayuda de Alberto, un parapsicólogo quien lo somete a sesiones de hipnosis. Bajo los efectos del trance, Daniel regresa a la civilización de la “Atlántida” y descubre que allí él fue un sacerdote guardián de los secretos para viajar por el tiempo y entre dimensiones. Esos secretos permanecen en el subconsciente de Daniel y ahora le permiten descubrir que Cecilia no murió, sino que fue transportada a una dimensión paralela. Para llegar a ella, Daniel deberá atravesar una puerta dimensional ubicada en el lago Titicaca. Pero Daniel no está sólo en esta aventura e ignora que es observado por dos seres provenientes de otro universo, uno que intentará secuestrarlo y llevárselo de este mundo para extraerle sus secretos y el otro que tratará de protegerlo, mientras él continúa buscando desesperadamente a su mujer.
"La primera película boliviana de ciencia-ficción tiene todos los ingredientes: viaje a través del tiempo, universos paralelos, el triángulo de las Bermudas y vidas anteriores, con logrados valores de producción y convincentes efectos especiales. Una vez aceptada la premisa, la historia es genuinamente espeluznante. Un sorprendentemente singular debut para el guionista, director y productor Mauricio Calderón, quien también diseña el sonido y los efectos visuales".
American Film Institute - Festival de Cine Latinoamericano 2001, Washington D. C.